# Стара Кярьга
Стара Кярьга́ (рос. Старая Кярьга, ерз. Сире Кярьга) — присілок у складі Атюр'євського району Мордовії, Росія. Входить до складу Новочадовського сільського поселення.
Населення — 13 осіб (2010; 33 у 2002).
Національний склад станом на 2002 рік:
- мордва — 97 %

Стара назва — Стара Карьга.